# Istanbul-protocol
Het Istanbul-protocol, officieel het Handboek over effectief onderzoek en documentatie van marteling en andere wrede, onmenselijke of vernederende behandeling of straf, is de eerste verzameling internationale richtlijnen voor de documentatie van marteling en de gevolgen daarvan. Het werd in 1999 een officieel document van de Verenigde Naties.
Het Istanbul-protocol is bedoeld als verzameling internationale richtlijnen voor de beoordeling van personen die zeggen gemarteld of mishandeld te zijn, voor het onderzoek naar vermeende gevallen van marteling en voor het verslagleggen van de bevindingen daaruit aan de wetgevende macht of een andere onderzoeksinstantie.

## Achtergrond en doel
Het Istanbul-protocol omvat internationaal erkende richtlijnen en procedures om symptomen van marteling te herkennen en te documenteren, opdat deze documentatie in rechtszaken als geldig bewijs kan dienen. Daarom verschaft het Istanbul-protocol nuttige richtlijnen aan artsen en advocaten die willen onderzoeken of iemand al dan niet is gemarteld en de bevindingen daaruit willen rapporteren aan de wetgevende macht en andere onderzoeksinstanties.

## Niet-bindend document
Het Istanbul-protocol is een niet-bindend document. Het internationaal recht verplicht regeringen echter om gevallen van marteling en andere vormen van mishandeling te onderzoeken en te documenteren, en de verantwoordelijken daarvoor in een alomvattende, effectieve onmiddellijke en onpartijdige manier te straffen. Het Istanbul-protocol is hiertoe een hulpmiddel.
Het Istanbul-protocol is opgesteld door meer dan 75 experts in wetgeving, gezondheidszorg en mensenrechten, gedurende drie jaar van gezamenlijke inspanning. Er waren meer dan 40 organisaties bij betrokken, waaronder de International Rehabilitation Council for Torture Victims. Het veelomvattende werk werd begonnen en gecoördineerd door de Stichting voor de Mensenrechten van Turkije (HFRT) en de Artsen voor Mensenrechten van Amerika (PHR USA).

### Erdoğan
De eerste stappen om aan een handboek voor het onderzoek en de documentatie van marteling en andere vormen van mishandeling te werken werden in 1996 gezet tijdens een internationale bijeenkomst die door de Turkse Medische Associatie werd georganiseerd en waren ingegeven door de dagelijkse behoeften en de gevallen waarmee HFRT en de Vereniging van Forensisch Medisch Specialisten in Turkije te maken hadden. Een beslissende factor waren de inspanningen om de dood van Baki Erdoğan tijdens zijn gevangenschap te onderzoeken.
Erdoğan stierf tijdens zijn elfde dag in gevangenschap nadat hij naar het staatsziekenhuis in Turkije was overgeplaatst. Volgens de lijkschouwing en het officiële forensische rapport was hij overleden aan acuut longoedeem als gevolg van een tiendaagse hongerstaking.

### Alternatief medisch rapport
De Turkse Medische Associatie stelde een onafhankelijk onderzoek in en diende een alternatief medisch rapport in, dat talloze tekortkomingen in de lijkschouwing en de medische beoordeling door de officiële medische experts aantoonde.
Het referentiekader voor de ontwikkeling van dit alternatieve medisch rapport was het Minnesota-protocol, het Handboek van de Verenigde Naties on the Effective Prevention and Investigation of Extra-Legal Arbitrary and Summary Executions. Dit alternatieve rapport benadrukte dat het officiële forensisch onderzoek tekortschoot en onjuist was en niet in overeenstemming was met de richtlijnen die bepaald waren in het Minnesota-protocol. Daarenboven werd naar aanleiding van het verzamelde bewijs en andere bevindingen als doodsoorzaak vastgesteld dat Erdoğan was overleden aan ARDS, acuut respiratoir stresssyndroom als gevolg van marteling.
Bij de voltooiing van het Istanbul-protocol in 1999 werd een artikel over het Protocol gepubliceerd in medisch tijdschrift The Lancet.
Het Istanbul-protocol wordt uitgegeven door het Bureau van de Hoge Commissaris voor de Vluchtelingen als onderdeel van de professionele trainingsserie in de zes officiële talen van de Verenigde Naties.

## Internationale erkenning van het Istanbul-protocol
Het Istanbul-protocol werd op 9 augustus 1999 aan het Hoog Commissariaat voor de Vluchtelingen voorgelegd. Zowel de Algemene Vergadering van de Verenigde Naties en de toenmalige VN-Commissie voor de Mensenrechten (sinds 2006 de Mensenrechtenraad van de Verenigde Naties) hebben er in hun resoluties 55/89 op 4 december 2000 sterk op aangedrongen dat landen de principes in het Protocol beschouwen als een nuttig hulpmiddel om marteling te bestrijden, naar aanleiding van de aanbeveling door de Speciale Rapporteur van de Verenigde Naties voor Marteling tijdens de 56e zitting op 2 februari 2000. Deze Speciale Rapporteur van de VN benadrukte in zijn algemene aanbevelingen van 2003 het belang van de Istanbul-principes met betrekking tot het instellen van onafhankelijke nationale onderzoeksinstanties; tot de promptheid en onafhankelijkheid van onderzoek; tot de onafhankelijkheid van forensisch medische diensten door overheidsonderzoeksinstanties en tot het verkrijgen van forensisch bewijsmateriaal.
Op 23 april 2003 richtte de VN-Commissie voor de Mensenrechten in haar resolutie over de mensenrechten en forensische wetenschap de aandacht van regeringen op deze principes als een nuttig hulpmiddel om marteling te bestrijden. Zo werd er ook naar het Istanbul-protocol verwezen in de resolutie over de bevoegdheid van nationale onderzoeksinstanties bij het voorkómen van marteling.

### Andere bestuursorganen
Naast de erkenning door de VN is het Istanbul-protocol ook aangenomen door verschillende regionale bestuursorganen.
De Afrikaanse Commissie voor de Rechten van Mens en Volkeren (ACHPR) overlegde in oktober 2002 over het belang van het Istanbul-protocol en besloot dat onderzoekingen van beschuldigingen van marteling of mishandeling onmiddellijk, onpartijdig en effectief zullen worden uitgevoerd volgens de richtlijnen van het Istanbul-protocol.
De Europese Unie heeft verwezen naar het Istanbul-protocol in haar Richtlijnen tot EU-beleid tegenover derde landen met betrekking tot marteling en andere wrede, onmenselijke of vernederende behandeling of straf. Deze werd in 2001 aangenomen door de Algemene Raad.
De richtlijnen van de EU bepalen dat landen "onmiddellijk, onpartijdig en effectief onderzoek naar alle beschuldigingen van marteling (zouden moeten) instellen, in overeenstemming met de Istanbul-regels in de bijlage bij resolutie 2000/43 van het Commissariaat van de Mensenrechten" en zij "effectieve binnenlandse procedures (zouden moeten) instellen en uitvoeren voor het reageren op en het onderzoeken van klachten en meldingen van marteling en mishandeling, in overeenstemming met de Istanbul-regels."
Andere instanties en organisaties hebben de aanbevelingen van de VN en andere bestuurslichamen herhaald in hun rapporten, verklaringen en commentaren, waaronder de Adviesraad van Juristen en het Aziatisch-Pacifisch Forum van Nationale Mensenrechtenorganisaties. Deze verwijzingen kunnen ruwweg in drie categorieën worden samengevat:
- Verwijzingen die het Istanbul-protocol aanhalen als bruikbaar hulpmiddel bij de inspanningen om marteling te bestrijden en regeringen sterk aanmoedigen om na te denken over de principes die in het Protocol vervat zijn;
- Verwijzingen die benadrukken dat alle onderzoekingen en documentatie van vermeende marteling onmiddellijk, onpartijdig en effectief zouden moeten worden uitgevoerd, en geleid zouden moeten worden door de Istanbul-principes;
- Verwijzingen die stellen dat landen effectieve binnenlandse procedures voor het onderzoek naar en de documentatie van beschuldigingen van marteling zouden moeten instellen en uitvoeren, in overeenstemming met het Istanbul-protocol.